# كيلي روزين
كيلي روزين (23 نوفمبر 1995 بإستونيا - ) (بالإستونية: Kelly Rosen)‏ هي لاعبة كرة قدم إستونية في مركز الوسط. شاركت مع منتخب إستونيا لكرة القدم للسيدات. أما مع النوادي، فقد لعبت مع FC Flora (women) ‏.

## وصلات خارجية
- كيلي روزين على موقع الاتحاد الأوربي (الإنجليزية)
- كيلي روزين على موقع قاعدة بيانات كرة القدم.إي يو (الإنجليزية)